# Anamixis falarikia
Anamixis falarikia is een vlokreeftensoort uit de familie van de Leucothoidae. De wetenschappelijke naam van de soort werd in 1965 voor het eerst geldig gepubliceerd door Jerry Laurens Barnard.